# HD 172051
HD 172051 (HR 6998) es una estrella de magnitud aparente +5,87 en la constelación de Sagitario, situada al oeste de ξ Sagittarii, al norte de φ Sagittarii y Nunki (σ Sagittarii), y al noreste de Kaus Borealis (λ Sagittarii). Se encuentra a 42,3 años luz del sistema solar.
HD 172051 es una enana amarilla con características similares a las del Sol.
Tiene tipo espectral G6V y una temperatura superficial de 5600 K, unos 180 K más fría que el Sol.
Brilla con una luminosidad equivalente al 68% de la luminosidad solar.
Su radio es un 10% más pequeño que el del Sol y su masa es de 0,87 masas solares.
Se piensa que es una estrella antigua con una edad estimada de 8800 millones de años. No se ha detectado exceso en el infrarrojo ni a 24 μm ni a 70 μm, lo que en principio descarta la presencia de un disco de polvo a su alrededor.
HD 172051 tiene una metalicidad inferior a la del Sol, equivalente al 60% de la misma ([M/H] = -0,22).
Este empobrecimiento se observa en todos los elementos evaluados, tales como hierro, sodio, silicio, titanio y níquel, siendo más patente en el caso del manganeso ([Mn/H] = -0,31). Asimismo, muestra una relación oxígeno/hidrógeno inferior a la solar.
A finales de 2003, los astrónomos que trabajan en el Proyecto Darwin de la Agencia Espacial Europea anunciaron que habían seleccionado a HD 172051 como el principal objetivo dentro de un grupo de estrellas próximas que se asemejan al Sol y que pueden albergar algún tipo de vida terrestre. Utilizando la técnica de interferometría de anulación se intentarán descubrir planetas tenues. Si se encuentra un planeta terrestre dentro de la zona de habitabilidad, el análisis de la propia luz del planeta servirá para detectar la posible presencia de agua, oxígeno y dióxido de carbono en su atmósfera.